# Falkertsee
Falkertsee är en sjö i Österrike.   Den ligger i förbundslandet Kärnten, i den centrala delen av landet, 240 km sydväst om huvudstaden Wien. Falkertsee ligger 1 930 meter över havet.
I omgivningarna runt Falkertsee växer i huvudsak blandskog. Runt Falkertsee är det ganska tätbefolkat, med 54 invånare per kvadratkilometer.